# Bichon havanais
Le bichon havanais est une race de chiens issue de La Havane (Cuba). Elle y a été importée du bassin méditerranéen.
Autres bichons : bichon à poil frisé, bichon maltais, bichon bolonais.

## Histoire

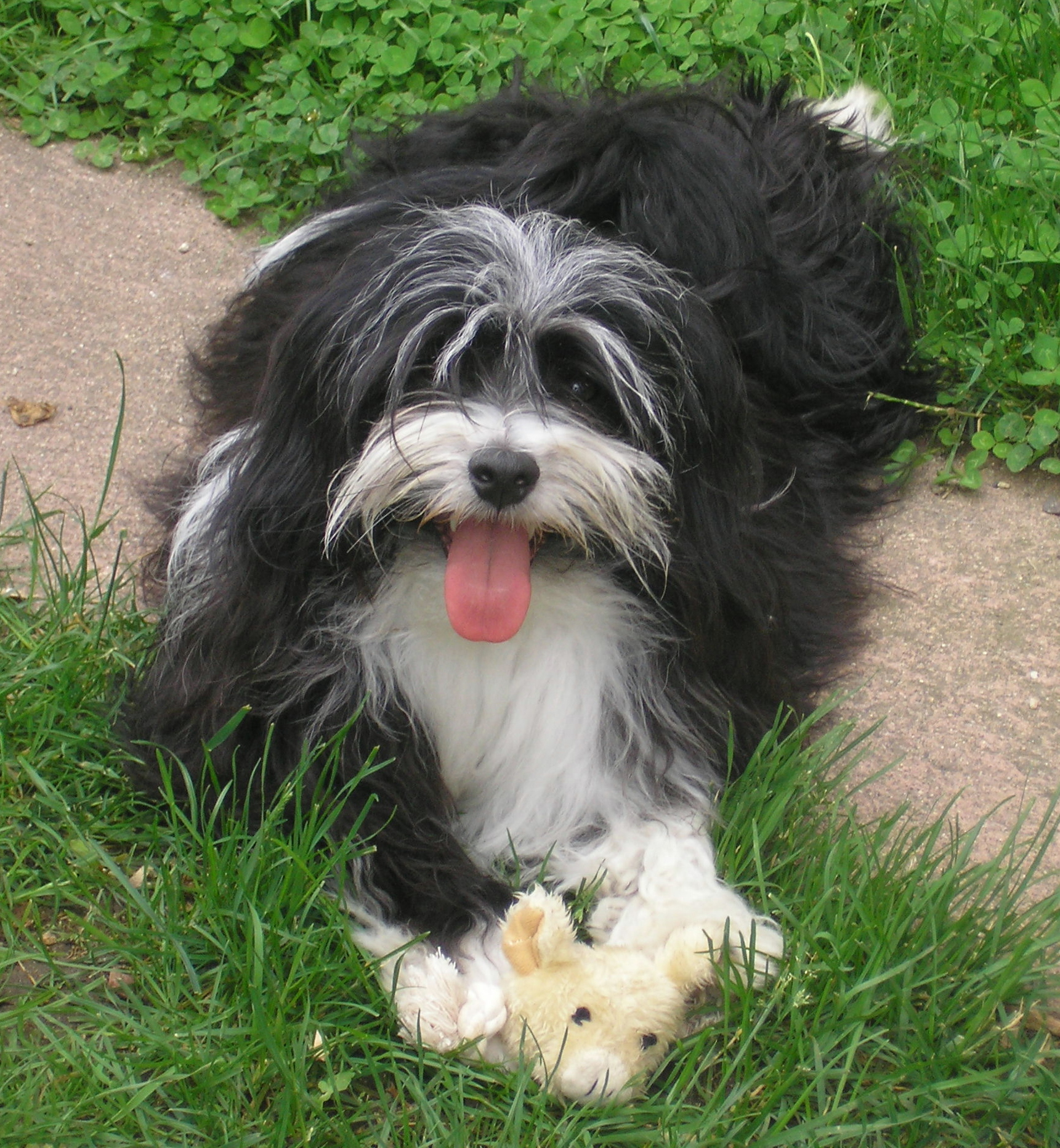
Bichon havanais d'un an.

De nombreuses hypothèses sont avancées quant à l'histoire de cette race. La plus répandue prétend que le bichon havanais est une race de chiens ancienne qui est originaire du bassin méditerranéen et qui aurait voyagé jusqu'à Cuba avec les navires de l'époque. Cette race descendrait du blanquito de la Habana (petit blanc de La Havane), race aujourd'hui éteinte issue du bichon de Ténériffe et de croisements d'autres bichons.

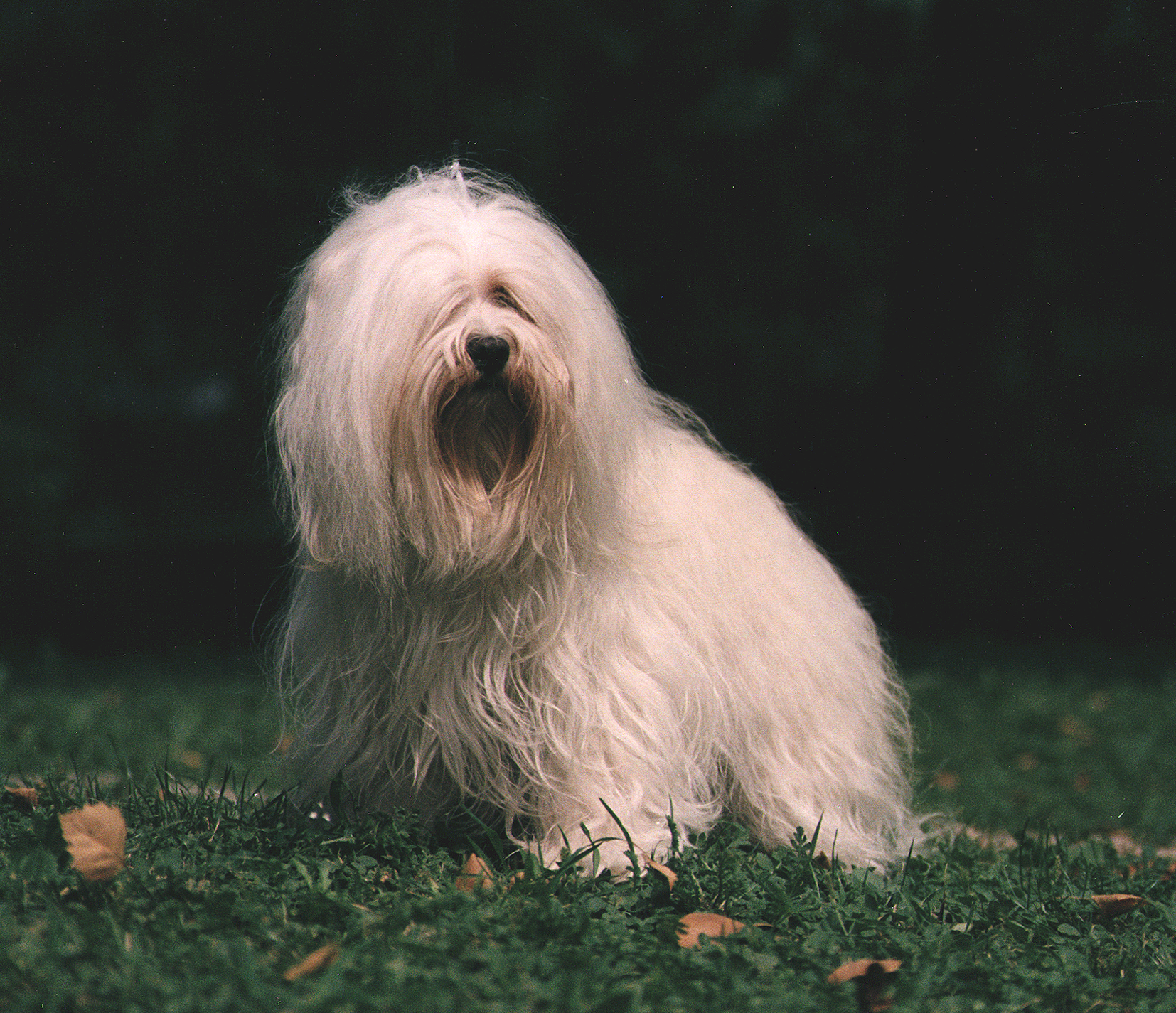

Il faut attendre les années 1970 pour voir le bichon havanais se développer aux États-Unis et les années 1980 pour connaître les premières importations de bichons havanais en Europe (principalement en Allemagne, Suisse et Hollande puis plus récemment dans les pays de l'Est).
Maintenant cette race est présente dans toute l'Europe, mais elle reste très confidentielle.

## Caractère/Comportement
Le bichon est doux, câlin et facile à éduquer.
C'est avant tout un chien de compagnie, peu aboyeur. Il aboie seulement s'il entend des bruits suspects.
Son poil ne doit pas être toiletté ou coupé, mais seulement brossé deux fois par semaine pour respecter le standard de la F.C.I. (Fédération Canine Internationale)
Au Canada, le bichon havanais est la 8e race de chien la plus populaire entre 2015 et 2020, selon le Club canin canadien. 

## Taille et poids
Ce sont des chiens qui mesurent entre 23 et 29 centimètres et dont le poids varie entre 4 et 6 kg,,.